# Зубово (Юхновский район)
Зубово (ранее Знаменское) — деревня в Юхновском районе Калужской области России. Входит в состав сельского поселения «Село Щелканово».

## География
Расположено на реке Теча, южнее деревни на ней устроен пруд. Вдоль северо-западной границы населённого пункта идёт шоссе Р132.

## Население
| 2002 | 2010 |
| ---- | ---- |
| 70   | ↗75  |

## История
Ранее входило в состав Мещовского уезда. Усадьбу в Зубово заложил помещик А. А. Лопухин в первой трети XVIII века. В конце столетия ей владела Вера Борисовна Лопухина, дочь графа Б. П. Шереметева. Первую половину XIX века хозяйкой Зубово являлась статская советница Д. Н. Лопухина, затем дворянка В. И. Опочинина. После этого имение перешло дворянкой семье Томановских, в начале XX века владелицей усадьбы являлась В. Н. Томановская.
Главный дом и построенная в XVIII веке деревянная Знаменская церковь не сохранились. Уцелела Владимирская церковь 1730 года постройки, по состоянию на начало XXI века здание заброшено и не используется. Также о бывшей усадьбе напоминает регулярный липовый парк, датируемый второй третью XVIII века.